# Лавренюк Венедикт Антонович
Венеди́кт Анто́нович Лавреню́к (12 грудня 1933, Мізюринці - 22 жовтня 2006) — український краєзнавець та музеєзнавець, етнограф. Багаторічний директор Тернопільського обласного краєзнавчого музею, перший голова Тернопільської обласної організації Всеукраїнської спілки краєзнавців.

## Життєпис

Венедикт Лавренюк з Дмитром Гнатюком та Анатолієм Паламаренком, м.Кременець 1972 р.

Венедикт Лавренюк народився в селі Мізюринці Шумського району на Тернопільщині. 
Закінчив Теребовлянський технікум підготовки працівників культури, історичний факультет Луцького педагогічного університету.
Працював завідувачем районного відділу культури у Великих Дедеркалах, директором Кременецького районного будинку культури, директором краєзнавчого музею у Кременці, а від 1976 до 2003 року очолював Тернопільський обласний краєзнавчий музей, керівник авторського колективу з формування його експозиції (1982 р.). 
Помер 22 жовтня 2006 у Тернополі. Похований у Тернополі на міському кладовищі біля с. Підгороднього.

## Музеєтворча та краєзнавча діяльність

Венедикт Лавренюк та Іван Марчук біля Тернопільського обласного краєзнавчого музею.

За час роботи на посаді директора Венедикт Лавренюк ініціював створення та брав безпосередню участь у побудові сотень громадських музеїв Тернопільщини (за час його роботи в області їх налічувалось близько чотирьохсот), кращі з яких за сприяння директора отримали статус державних і ставали відділами ТОКМ. Це зокрема районні:
- Гусятинський краєзнавчий музей,
- Заліщицький краєзнавчий музей,
- Бережанський краєзнавчий музей,
- Бучацький краєзнавчий музей,
- Чортківський краєзнавчий музей,
- Шумський краєзнавчий музей.

меморіальні:
- Музей «Зборівська битва» (м. Зборів),
- Меморіальний музей-садиба Леся Курбаса,
- Музей «Молотківська трагедія»,

літературно-меморіальні музеї:
- Тилявський літературно-меморіальний музей Уласа Самчука (1993),
- Літературно-меморіальний музей Богдана Лепкого (1995).

Станом на 2002 р. ТОКМ мав 21 філію - це була найбільша кількість серед усіх обласних центрів України. У 1978 р. в Тернополі за ініціативою та дієвою участю В.  Лавренюка було створено Картинну галерею, тепер Тернопільський обласний художній музей, для якої були зібрані та експонувались сотні високохудожніх полотен західно-європейських художників XIX-XX ст.  та корифеїв українського малярства.
Завдяки наполегливості і старанням Венедикта Лавренюка Тернопіль отримав новозбудоване приміщення обласного краєзнавчого музею, в якому було створено нову, за останнім словом музейної науки, експозицію. Музей став лауреатом ВДНГ України та удостоєний найвищої оцінки вітчизняних і зарубіжних музеєзнавців. У популярних у 1980-х роках соціалістичних змаганнях музей посідав друге місце в СРСР і три роки підряд відзначався Перехідним прапором Міністерства культури України та ЦК профспілки працівників культури.
Співпраця музею з українською та західною діаспорою, зав'язані контакти, особисті зустрічі Венедикта Лавренюка дали великий результат  - до музею у 1990-х рр. надійшли тисячі експонатів. У тому числі художні полотна Я. Гніздовського, М. Мороза, О. Марищук-Кендл, інших художників, документальні і фотоматеріали з національної історії та національно-визвольних змагань, філателістичні та нумізматичні колекції. Переписка велась з десятками українських діячів США, Канади, Англії, Німеччини, Австралії.
Серед найуспішніших заходів, організованих В. А. Лавренюком було відзначення 100-річчя Крайової етнографічної виставки в Тернополі 1887. У 1987 р., на честь цієї події, в ТОКМ було влаштовано Другу етнографічну виставку, на якій були представлені унікальні експонати з багатьох музеїв України, зокрема: Львівського музею етнографії АН України, Львівського музею народної архітектури, Коломийського музею народного мистецтва Гуцульщини, Львівського і Переяславських історичних музеїв, Волинського, Івано-Франківського, Кременецького, Рівненського, Сумського, Чернівецького, Бережанського, Заліщицького краєзнавчих музеїв.В. Лавренюк став ініціатором проведення у 1989 -1990 рр. Кобзарських свят у Тернополі. Найкращі кобзарі України з'їхалися до міста, і в їх числі знамениті брати Микола та Василь Литвини, Павло Супрун. Максимально сприяв і надавав дієву допомогу у створенні Тернопільської обласної комунальної інспекції охорони пам’яток історії та культури.

Під час відкриття виставки картин Миколи Стратілата у ТОКМ 2 квітня 1994 р. Зліва направо: Микола Стратілат, Богдан Хаварівський, Ігор Білозір, Юрій Покальчук,Станіслав Ковальчук, Венедикт Лавренюк.

## Літературна діяльність
Венедикт Лавренюк є автором багатьох краєзнавчих нарисів та статей з краєзнавства в журналах «Дзвін», «Народна творчість та етнографія», «Україна», наукових збірниках, періодиці, автор книг «Храм у дзеркалі ріки: Нотатки музейника» та «Мізюринецьке перевесло».

## Нагороди, відзнаки
- Орден «Знак Пошани» (1983 р.[1])
- Диплом ВДНГ УРСР за музейну роботу (1984 р.)[1]
- Лауреат премії імені Дмитра Яворницького (1997)
- Заслужений працівник культури України (1993).
- У 2002 році Венедикту Лавренюку за великий особистий внесок у розвиток українського краєзнавчого руху було призначено державну президентську стипендію.